# Truppenfachlehrer
Ein Truppenfachlehrer ist ein Dozent an einer Lehreinrichtung der Bundeswehr. Er untersteht zumeist dem Leiter Lehre/Ausbildung und wird von einem Leiter, der in der Regel Generalstabsoffizier ist, als so genannte "Gruppe Truppenfachlehrer" geleitet.

## Auftrag
Die Truppenfachlehrer werden in den Bildungseinrichtungen von den einzelnen Inspektionen oder Hörsaalleitern für den Unterricht in den verschiedenen Lehrgängen angefordert. Sie unterstützen bei allen Funktions-, Laufbahn- und Führungslehrgängen. Vom Unteroffizieranwärter bis zum Bataillonskommandeur werden alle Ebenen ausgebildet.
Darüber hinaus unterstützt die Gruppe Truppenfachlehrer die Gruppe Weiterentwicklung im Bereich der Ausbildungsvorschriften und berät die verschiedenen Truppenteile im Bezug auf Aus- und Fortbildung. Ferner entwerfen sie Ausbildungslagen, um möglichst Realitätsnah üben zu können.

## Ausbildung
Truppenfachlehrer sind in der Regel Stabsoffiziere des Truppendienstes, in bestimmten Fachrichtungen (Sprengen, Brückenbau) können es aber auch Offiziere des Fachdienstes sein. Die angehenden Truppenfachlehrer besuchen den Taktik- und Logistiklehrer Lehrgang an der Offizierschule des Heeres in Dresden oder an den Ausbildungseinrichtungen der anderen Teilstreitkräfte. Voraussetzung, Truppenfachlehrer zu werden, ist in der Regel, Kompaniechef gewesen zu sein, Auslandserfahrung zu haben und Kenntnisse der englischen Sprache zu besitzen. Oft waren sie vorher bereits Stellvertretende Bataillonskommandeure oder Offizier auf den verschiedenen Stabsposten in der Truppe.

## Fachrichtungen
Es gibt Truppenfachlehrer für nahezu alle Fachrichtungen von ABC-Abwehr über Infrastruktur und Militärgeschichte bis Zahnmedizin. An den größeren Schulen befinden sich auch immer Lehrstabsoffiziere anderer Truppengattungen die ihre Erfahrungen dort einbringen.